# 名鉄平坂支線
平坂支線（へいさかしせん）とは、愛知県西尾市の西尾駅から港前駅までを結んでいた名古屋鉄道（名鉄）の鉄道路線。
すでに西尾 - 岡崎新間（初代西尾線）を営業していた西尾鉄道により、1914年に開業した。第二次大戦中は沿線にある軍需工場への輸送で運行休止を免れたが、古い設備の更新がままならず、西尾駅で接続する現在の西尾線が1500Vに昇圧されるのを機に1960年に廃止された。
西尾 - 港前間はバス路線に転換されたが、利用客の減少から1時間に1本程度の運行になった。路線跡は整備されて県道43号線となっている。港前駅は同じ位置にバス停留所が立っている。
名鉄東部交通による路線バスの運行は2020年（令和2年）3月31日で終了し、翌4月1日からは六万石くるりんバスに移行した。

## 路線データ
※路線廃止時点のもの
- 路線距離（営業キロ）：全長4.5km
- 軌間：1067mm
- 駅数：5駅（起終点駅含む）
- 複線区間：なし（全線単線）
- 電化区間：全線（直流600V）

## 歴史
- 1914年（大正3年）10月30日 - 西尾鉄道平坂線として西尾 - 平坂臨港間が開業[2]。
- 1916年（大正5年） - 平坂臨港駅廃止。港前駅に統合。
- 1926年（大正15年）12月1日 - 愛知電気鉄道が西尾鉄道を合併。西尾線[3]とする。
- 1928年（昭和3年）10月1日 - 軌間を762mmから1067mmに改軌。電化。
- 1929年（昭和4年）2月7日 - 住崎駅開業。
- 1935年（昭和10年）8月1日 - 愛知電気鉄道と名岐鉄道が合併し名古屋鉄道が発足。平坂線[4]とする。
- 1941年（昭和16年）2月10日 - 平坂駅を平坂口駅に、港前駅を平坂駅に改称。
- 1944年（昭和19年） 羽塚駅休止。
- 1948年（昭和23年）5月16日 - 平坂支線に改称[5]。
- 1949年（昭和24年）12月1日 - 平坂駅を港前駅に改称。
- 1952年（昭和27年）10月1日 - 羽塚駅営業再開。
- 1960年（昭和35年）3月27日 西尾 - 港前間廃止。

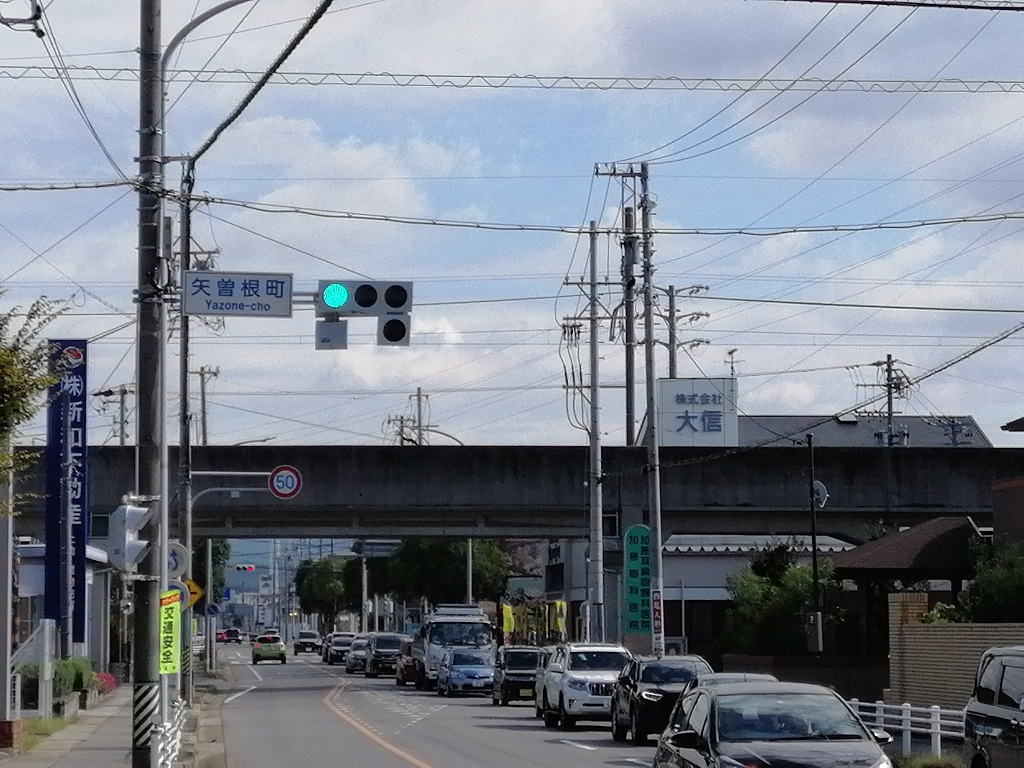
西尾線から平坂支線が分岐していた矢曽根町交差点付近。
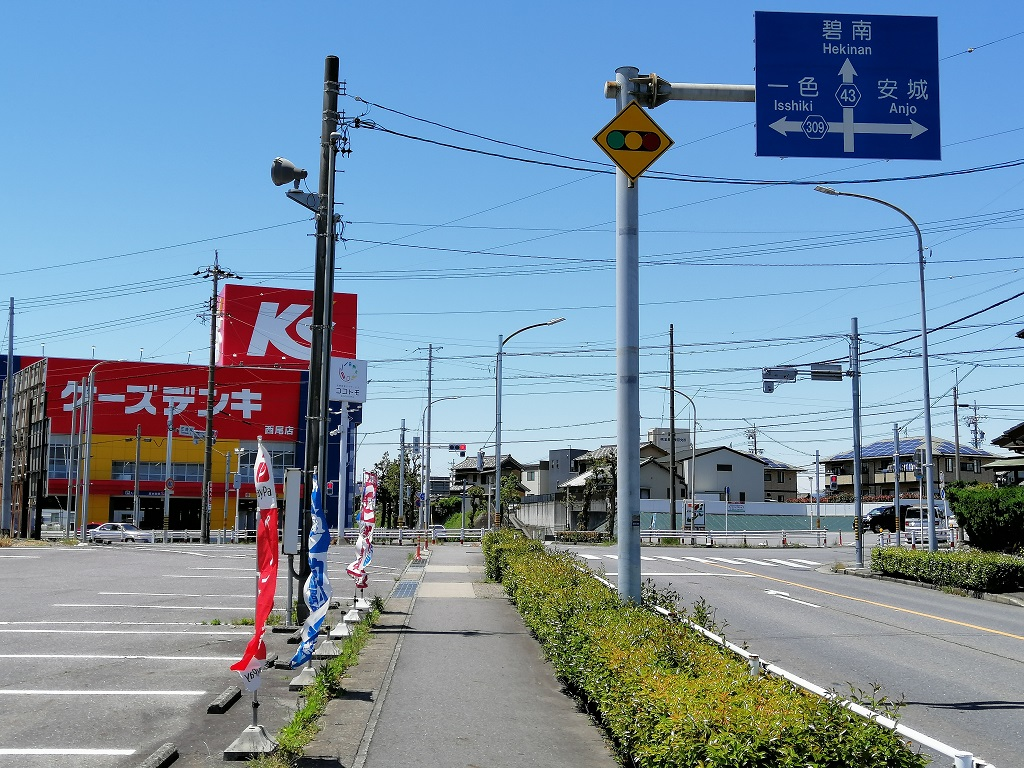
住崎駅跡地付近
軌条が撤去された平坂支線跡地をオーバーパスする三河線電車。

## 駅一覧
全駅愛知県西尾市に所在。
| 駅名       | 駅間 キロ | 営業 キロ | 接続路線                                             |
| ---------- | --------- | --------- | ---------------------------------------------------- |
| 西尾駅     | -         | 0.0       | 名古屋鉄道：西尾線（現存）                           |
| 住崎駅     | 1.8       | 1.8       |                                                      |
| 羽塚駅     | 1.1       | 2.9       |                                                      |
| 平坂口駅   | 1.0       | 3.9       | 名古屋鉄道：三河線（三河平坂駅）（2004年4月1日廃止） |
| 港前駅     | 0.6       | 4.5       |                                                      |
| 平坂臨港駅 | 0.2       | 4.7       |                                                      |

- 平坂臨港駅は路線廃止前に廃止。

## 接続路線
- 西尾駅：西尾線（現存）
- 平坂口駅：三河線（廃止） - 三河線の駅は三河平坂駅で、平坂口駅の北東約450m・徒歩7分であった。